# Procampylaspis thalassae
Procampylaspis thalassae is een zeekommasoort uit de familie van de Nannastacidae. De wetenschappelijke naam van de soort is voor het eerst geldig gepubliceerd in 1972 door Bacescu & Maradian.